# Рудницьке (Броварський район)
Рудни́цьке —  село в Україні, у Баришівській селищній громаді Броварського району Київської області. Населення становить 632 особи.

## З історії села
У хроніці за 1492 рік сповіщається, що Рудницьке — одне з перших поселень на Київщині.
З 1756 року діє церква Воскресіння Христового
За козаччини, до 1782 року село Рудницьке було у складі Баришівської сотні Переяславського полку.
Зі скасуванням козацького полкового устрою, село перейшло до складу Остерського повіту Київського намісництва. За описом 1787 року у Рудницькому було 385 душ, село у володінні «казених людей», козаків і власників: полковника Андрія Іваненка, полковниці Олени Безбородьківни і підсудкової Настасії Лебединої
Від початку XIX ст. Рудницьке — у складі Переяславського повіту Полтавської губернії.
Є на мапі 1812 року
1859 рік - в селі 102 двори, 686 мешканців.
Під час радянської колективізація і голодомору за свідченням очевидців, населення в Рудницькому зменшилося на третину, тобто вмерли 600 душ. Для порівняння, у Другу світову війну загинуло 122 жителі села.

## Населення
Згідно з переписом УРСР 1989 року чисельність наявного населення села становила 1084 особи, з яких 456 чоловіків та 628 жінок.
За переписом населення України 2001 року в селі мешкали 854 особи.

### Мова
Розподіл населення за рідною мовою за даними перепису 2001 року:
| Мова       | Відсоток |
| ---------- | -------- |
| українська | 95,68 %  |
| російська  | 3,50 %   |
| білоруська | 0,70 %   |
| вірменська | 0,12 %   |